# AQL
AQL (英: Acceptance Quality Limit）とは、合格品質水準のことである。
工程平均として十分だと考えられる不良率（不適合率）の上限など、合格することのできる最低限の品質を指す。
AQL の Acceptance とは受入れを指し、購入者が合格品質水準を満たしていると判定して受け入れて購入に至ることを意味する。合格品質限界または合否判定基準と訳されることもある。
製品の性質上、不良が安全性に深刻な影響を与える場合は、100%が良品であることが求められるので、AQL 保証をすることに意味がない。

## AQLの適用
製品の性質を見極め、まずは目標AQLに従ってサンプル数を決め、ロットごとに抜取り検査を実施して、保証するAQLレベルとの誤差を見ていく。
もし、AQL=0.0%という保証をした場合、抜取り検査ではなく、全数検査を実施しなければならないので、ロットと抜取りサンプル数との関係から、AQL=0.1%を保証するのが限界だといわれている。
実務上の合格品質水準には、日本産業規格 JIS Z 9015、国際規格 ISO 2859 などが適用される。各規格とも複数の部から成る規格群（シリーズ）である。日本産業規格では、JIS Z 9015規格群といわれる一連の規格であり、個々の規格の規格番号には枝番が付く（例えば JIS Z 9015-1）。
各規格の不良率の算出の統計数学的理論や抜取り作業手順とその判定などに関する詳細は、印刷物やインターネットを介して有償販売されている（外部リンク参照）。

## 歴史と経緯
AQLの元となったのはアメリカ合衆国の国防総省が故障が少ない、かつ安定した各種の武器、装備、管理システムなどの品目の製作にあたり、それを構成する部品を調達する際の品質として不良率を抜取り検査から割り出し、受入れ可否を判定したことに始まる。MTBFやMTTRの予測としての意味をもっていた。 英文版に記述されるMIL-STD-105は1950年のA版に始まり、E版まで順次改訂され、1995年には廃止された。それに先立つ1993年に米国国家規格ANSI/ASQC Z1.4として採用され、その後、1999年11月に国際規格ISO 2859として制定された。日本ではISOより早い1999年5月に日本工業規格JIS Z 9015として制定された。ISOや各国でそれぞれ対応する規格や標準が制定されるまでは、もっぱらMIL-STD-105Dが用いられた。
日本では1960年代初期からD版が、米国製の当時のトランジスタをフェアチャイルドセミコンダクター、モトローラ、テキサス・インスツルメンツなどからの大量の購入に対して、取引の際の品質判定として採用され、次第に電子産産業以外の業界にも取引および出荷の基準として適用されていった。#外部リンクに規格の入手先の一例を示す。